# Yolanda Montez
Wildcat (Yolanda Montez) es una superheroína ficticia en el universo compartido de DC Comics, el Universo DC. Su primera aparición fue en Infinity Inc # 12 (marzo de 1985) y fue creada por Roy Thomas, Dannette Thomas y Don Newton.
El personaje aparece en la serie de televisión Stargirl interpretada por Yvette Monreal.

## Evolución del personaje
Roy y Dann Thomas originalmente tenían la intención de crear una superheroína canadiense llamada "The Lynx" para los nuevos descendientes de la era de los 80 del All-Star Squadron. Más tarde, en el material promocional de la nueva serie Infinity Inc. que aparece en All-Star Squadron # 28, aparece una figura similar a Catwoman, montada en lo que se conoce como un ciclo de gato, junto al grupo Infinity, Inc. Un pie de foto se refiere a ella como "La Garro". Sin embargo, ella nunca aparece en ninguna de las aventuras del equipo, ni en sus cómics. Sin embargo, el personaje finalmente aparece como Wildcat.

## Biografía del personaje ficticio
María Montez y su hermana reciben medicamentos experimentales del loco ginecólogo Dr. Benjamin Love mientras están embarazadas. El Doctor Love sigue de cerca la mayoría de sus experimentos, pero pierde el rastro de las hermanas cuando viajan a México. En México, la hija de María, Yolanda, nace el mismo día que su hermana da a luz a Carcharo. Yolanda y su madre regresan a Estados Unidos para reunirse con el Sr. "Mauler" Montez. Cuando era niña, Yolanda manifiesta sus poderes sobrehumanos, pero no sabe por qué nació mutante. Se hace más cercana a su padrino, Ted Grant, quien es el hombre misterioso Wildcat, que operó durante la década de 1940. Años más tarde, durante la Crisis, Grant queda lisiado mientras salva a un niño. Yolanda asume su identidad para honrar a su padrino y los principios que representaba.
Ted Grant está al principio molesto con esta nueva superheroína, pero cuando descubre que es su ahijada, le da a Yolanda su bendición.
Como la segunda Wildcat, se une a Infinity Inc. y lucha junto a ellos. Durante su tiempo en el equipo, ella tiene una relación muy coqueta con Nuklon a pesar de que él solo tiene ojos para Fury. En un especial crossover de 1987, Yolanda ayuda en la liberación del país de Markovia de la influencia del Psico-Pirata. Ella permanece con el equipo hasta que se disuelve.

### Shadow Fighters
Ella se retira de la heroicidad activa, pero luego es sacada de su retiro para luchar contra Eclipso. Se une a un equipo mixto de superhéroes, que incluye Major Victory, el primer Steel, Creeper, Peacemaker y lo que se supone que es el Mark Shaw Manhunter. Se llaman a sí mismos los Shadow Fighters. Varios Shadow Fighters, incluido Wildcat, se infiltran en el pequeño país que ha conquistado Eclipso. Usando varias formas, los mata a todos; Yolanda es asesinada personalmente con un golpe de su espada.
Varios de los miembros sobrevivientes del equipo arriesgan sus vidas para recuperar los cuerpos de los muertos. Su madre le llevó el cuerpo a una bruja que pudo devolverle la vida a Yolanda; sin embargo, esto fue expuesto como una estafa por el Wildcat original.
Yolanda también es prima del ex curador del Museo JSA, Alexander Montez, quien luego derrota a Eclipso y gana su poder, todo en un intento de vengar a Yolanda. Alex finalmente pierde el control de Eclipso y se suicida.

### DC Rebirth
En la secuela de "Watchmen" "Doomsday Clock", el Doctor Manhattan deshizo el experimento que borró a la Sociedad de la Justicia de América y la Legión de Super-Héroes en la continuidad principal. Yolanda apareció con Ted Grant cuando ambos equipos restaurados ayudaron a Superman a derrotar a los devastadores metahumanos.

## Poderes y habilidades
Los poderes sobrehumanos de Yolanda incluyen uñas retráctiles en forma de garra y agilidad felina.

## Otras versiones

### Tierra 2
Después de que DC reiniciara su continuidad en 2011 como parte de The New 52, Yolanda Montez aparece en la serie Earth 2: Worlds 'End en 2014 como el Avatar del Rojo en el mundo de Tierra-2, la fuerza de la naturaleza conectada a la "vida animal", convirtiéndola en un análogo de Green Lantern (Alan Scott), que es el Avatar del verde ("vida orgánica", principalmente flora) y Solomon Grundy, que es el Avatar del Gris (muerte). La nueva interpretación de Yolanda es una estudiante mexicana pelirroja. Se muestra que adquirió el papel al interceptar al mensajero del Rojo, un horrible animal híbrido, ya que llegó a reclamar a su hermano como el Avatar del Rojo. Suplicándole que la lleve en su lugar, se transforma instantáneamente en un gran demonio rojo con cuernos. Se unió a los otros Avatares del Parlamento de la Tierra para enfrentarse a los Nuevos Dioses, demostrando su habilidad para cambiar de forma. Más tarde, es capturada por el malvado Nuevo Dios Desaad y transformada en un enorme y feroz monstruo rojo que cambia de forma y es leal a Darkseid.
Durante la historia de "Convergencia", Yolanda finalmente recupera su yo original al sobrevivir a la destrucción de la Tierra 2.

## En otros medios
- Yolanda aparece en la serie de acción real Stargirl, interpretada por Yvette Monreal.[18] Esta versión es una ex chica popular, fan de Ted Grant y la exnovia de Henry King Jr. Tres meses antes de la serie, se convirtió en una marginada cuando su rival Cindy Burman filtró una foto atrevida que le había enviado a Henry durante una elección presidencial escolar para arruinar su candidatura. Esto también agrió su relación con sus padres católicos y la llevó a verter sus frustraciones en el boxeo. En el cuarto episodio, Yolanda retoma la antigua identidad disfrazada de Wildcat de Grant a petición de Stargirl para ayudar a reconstruir la Sociedad de la Justicia. Después de perdonar a Henry antes de ser asesinado por su padre Brainwave, Montez lo vengaría más tarde matando a este último. En la segunda temporada, Montez comienza a trabajar como camarera a tiempo parcial en Richie's Diner, pero sufre de trastorno de estrés postraumático como resultado de haber matado a Brainwave. Esto finalmente la lleva a dejar de ser Wildcat, después de sufrir alucinaciones de Henry y Brainwave, aunque luego acepta regresar temporalmente para ayudar a la Sociedad de la Justicia a derrotar a Eclipso. Después de que Eclipso es derrotado, Yolanda decide quedarse con la Sociedad de la Justicia.
  - Junto con el resto de la Sociedad de la Justicia, hizo un cameo en el crossover Arrowverso "Crisis on Infinite Earths" antes del estreno de la serie.[19]